# Barton (Vermont)
Barton és una població dels Estats Units a l'estat de Vermont. Segons el cens del 2000 tenia 2.780 habitants.

## Demografia
Segons el cens del 2000, Barton tenia 2.780 habitants, 1.153 habitatges, i 748 famílies. La densitat de població era de 24,6 habitants per km².
Dels 1.153 habitatges en un 32% hi vivien nens de menys de 18 anys, en un 49,6% hi vivien parelles casades, en un 10,1% dones solteres, i en un 35,1% no eren unitats familiars. En el 30,4% dels habitatges hi vivien persones soles el 16,7% de les quals corresponia a persones de 65 anys o més que vivien soles. El nombre mitjà de persones vivint en cada habitatge era de 2,33 i el nombre mitjà de persones que vivien en cada família era de 2,86.
Per edats la població es repartia de la següent manera: un 24,8% tenia menys de 18 anys, un 6,6% entre 18 i 24, un 25,9% entre 25 i 44, un 24,3% de 45 a 60 i un 18,4% 65 anys o més.
L'edat mediana era de 41 anys. Per cada 100 dones de 18 o més anys hi havia 91,1 homes.
La renda mediana per habitatge era de 28.797 $ i la renda mediana per família de 33.872 $. Els homes tenien una renda mediana de 25.922 $ mentre que les dones 20.938 $. La renda per capita de la població era de 14.636 $. Entorn del 12,2% de les famílies i el 15,8% de la població estaven per davall del llindar de pobresa.

## Poblacions més properes
El següent diagrama mostra les poblacions més properes.